# Oliver Scherz
Oliver Scherz (* 1974 in Essen) ist ein deutscher Schauspieler und Kinderbuchautor.

## Leben

### Ausbildung und Theater
Oliver Scherz absolvierte von 1998 bis 2002 sein Schauspielstudium an der Hochschule für Musik und Theater „Felix Mendelssohn Bartholdy“ in Leipzig. Sein erstes Theaterengagement hatte er am  Schauspiel Leipzig; dort spielte er u. a. die Rollen Melchthal/Geßler in Wilhelm Tell (2001; Regie: Johanna Schall). Er trat als Poggio in John Fords Theaterstück Schade, dass sie eine Hure ist (2002; Regie: Markus Dietz) und 2002 als Mike in dem Theaterstück Vineta (Oderwassersucht) von Fritz Kater auf. 2002 übernahm er am Schauspiel Leipzig die Rolle des Max in der Uraufführung des zweiten Theaterstücks Kunstrasen der Autorin Ulrike Syha.
In der Spielzeit 2003/04 war Oliver Scherz fest am Badischen Staatstheater Karlsruhe engagiert. Dort spielte er den Sekretär George Pigden in der Komödie Außer Kontrolle von Ray Cooney (2003, Regie: Hartmut Wickert), den Lucius in Titus Andronicus  (2004; Regie: Barbara Bilabel), den Sohn Biff in Tod eines Handlungsreisenden (2004; Regie: Donald Berkenhoff) und den Redakteur Hovstad in Ein Volksfeind (2004; Regie: Sigfried Bühr).

### Film und Fernsehen
Scherz übernahm seit 2000 auch einige Film- und Fernsehrollen; als Regisseur und Editor verwirklichte er selbst auch kleinere Filmprojekte. In dem Fernsehfilm Wir sind das Volk – Liebe kennt keine Grenzen (2008) hatte er an der Seite Hans-Werner Meyer eine kleine Nebenrolle. Er spielte Mattis Schell, der bei einem gemeinsamen Fluchtversuch mit seinem Freund über die Berliner Mauer von Grenzpolizisten erschossen wird.
Er hatte außerdem Episodenrollen in den Fernsehserien Notruf Hafenkante (2009, als ältester Sohn einer stolzen Hamburger Dame verkörperte; Katharina Meinecke war seine Partnerin), Kommissar Stolberg (2009, als Bruder eines ermordeten Starchirurgen), SOKO Wismar (2009, als tatverdächtiger Kindsvater und Ex-Mann der Ermordeten) und in SOKO Leipzig (2011 als Sportstudent und Samenspender Sebastian Boden und 2014 als Ehemann Felix Schmidt).
Im Februar 2016 war Scherz in der ZDF-Serie Notruf Hafenkante in einer Episodenhauptrolle zu sehen; er spielte Tobias Bergkamp, den Lebensgefährten einer schwangeren Frau (Sandra Speichert) mit unklarer Identität.

### Kinderbücher
Nach der Geburt seiner Tochter begann er mit dem Schreiben von Kinderbüchern. Er legte mittlerweile mehrere Kinderbücher vor, die auch in den großen Feuilletons besprochen wurden.
Seine Kinderbücher erschienen im Verlag Beltz & Gelberg, im Thienemann-Esslinger Verlag in Stuttgart und im Carlsen Verlag in Hamburg. Die Bücher wurden teilweise auch als E-Books und Hörbücher veröffentlicht. Scherz gilt als einer der erfolgreichsten Kinderbuchautoren der jüngeren Generation. Für sein Buch Ben erhielt er 2014 den „Leipziger Lesekompass“ der Leipziger Buchmesse. Weitere Bücher mit dem Titelhelden Ben und seiner Schildkröte Sowa erschienen in der Folge. Sein Afrika-Buch wurde im gleichen Jahr von der Deutschen Akademie für Kinder- und Jugendliteratur als „Buch des Monats Juni“ gewählt. 2015 wurde er vom Börsenverein des Deutschen Buchhandels als „Lesekünstler des Jahres“ ausgezeichnet. 2024 erhielt er für Sieben Tage Mo den Deutschen Hörbuchpreis in der Kategorie „Bestes Kinderhörbuch“.
Scherz lebt mit seiner Familie und seinen beiden Kindern in Freiburg im Breisgau.

## Filmografie (Auswahl)
- 2000: Tatort: Quartett in Leipzig (Fernsehreihe)
- 2008: Wir sind das Volk – Liebe kennt keine Grenzen (Fernsehfilm)
- 2008: Cowboy (Kurzfilm)
- 2009: Notruf Hafenkante (Fernsehserie; Folge: Latin Lover)
- 2009: Kommissar Stolberg (Fernsehserie, Folge: Am Tag danach)
- 2009: SOKO Wismar (Fernsehserie; Folge: Auf und davon)
- 2010: Auf eine Zigarette (Kurzfilm; Regisseur)
- 2011: SOKO Leipzig (Fernsehserie; Folge: Gottes Zoo ist groß)
- 2014: SOKO Leipzig (Fernsehserie; Folge: Letzte Wahrheit)
- 2016: Notruf Hafenkante (Fernsehserie; Folge: Vorsicht Vergangenheit)

## Veröffentlichungen (Auswahl)
- Der fürchterliche Hermann. Peter Hammer Verlag, Wuppertal, 2012. ISBN  978-3779504177.
- Ben. Thienemann Verlag, Stuttgart 2013. ISBN 978-3-52218-360-4.
- Der kleine Erdvogel. Beltz & Gelberg Verlag, Weinheim 2013. ISBN 978-3-40779-523-6.
- Wir sind nachher wieder da, wir müssen kurz nach Afrika. Thienemann Verlag, Stuttgart 2014. ISBN 978-3-522-18336-9.
- Keiner hält Don Carlo auf. Thienemann Verlag, Stuttgart 2015. ISBN 978-3-522-18395-6.
- Als das Faultier mit seinem Baum verschwand. Beltz & Gelberg Verlag, Weinheim 2015. ISBN 978-3-407-82067-9.
- Wenn der geheime Park erwacht, nehmt euch vor Schabalu in Acht!, illustriert von Daniel Napp. Thienemann, Stuttgart 2016, ISBN 978-3-522-18445-8.
- Ein Freund wie kein anderer, illustriert von Barbara Scholz. Thienemann, Stuttgart 2018, ISBN 978-3-522-18457-1.
- Drei Helden für Mathilda, illustriert von Daniel Napp. Thienemann-Esslinger Verlag, Stuttgart, 2019. ISBN 978-3-522-18458-8.
- Ein Freund wie kein anderer 2: Im Tal der Wölfe, illustriert von Barbara Scholz. Thienemann, Stuttgart 2020, ISBN 978-3-522-18528-8.
- Sieben Tage Mo. Thienemann, Stuttgart 2023, ISBN 978-3-522-18648-3.